# ロイス・ローリー
ロイス・ローリー（英: Lois Lowry、1937年3月20日 - ）は児童文学作家。アメリカ合衆国のハワイ州ホノルル出身。

## 経歴
アメリカ陸軍の歯科医であった父について、引越しを重ねる。10代の初め、第二次世界大戦終戦間もない1948年から1950年までの間を東京で過ごす。日系アメリカ人児童作家アレン・セイも同時期に日本に滞在していたが、それが判明するのは二人が授賞式で会った1994年、50代になってからである。ローリーが授賞式でセイに日本語で署名した自著を手渡したことがきっかけで、セイが中学生だった頃渋谷で自転車に乗る同い年のローリーをよく見かけていたことが判明した。
ローリーは各地を転々とした後、アイビーリーグの名門ブラウン大学に進むが、2年生終了時の19歳で結婚し、大学を中退する。アメリカ海軍士官である夫について再び転居を繰り返しながら4児の母となる。メイン州に落ち着いた後は、州立南メイン大学(en:University of Southern Maine)に再入学し、最終的に大学院を修了する。この頃から本格的に執筆を始める。
1977年に最初の児童文学作品である『モリーのアルバム』（原題 A Summer to Die）を発表する。同年、離婚。『ふたりの星』と『ザ・ギバー』で ニューベリー賞を二度受賞する。現在は、かつて夫がハーバード大学の法科大学院で学んでいた期間に住んでいたマサチューセッツ州ケンブリッジに住む。

## 作品
かわいらしい子供向きの作品から、シリアスなサイエンス・フィクションまで幅広い作風を持っている。
- モリーのアルバム (A Summer to Die) - 1977年（講談社）
- わたしのひみつノート1 (Anastasia Krupnik) - 1979年（偕成社）
- ふたりの星 (Number the Stars) - 1989年（講談社）
- ザ・ギバー (The Giver) - 1993年（講談社）
- サイレント・ボーイ (The Silent boy) - 2003年（アンドリュー・プレス）